# 黃屋村 (長沙灣)
黃屋村（Wong Uk Village）是香港九龍長沙灣一條已拆卸的原居民客家村落，位於現今青山道及昌華街交界一帶。

## 歷史
客家人黃氏估計於清初復界後遷居到長沙灣海濱，與李屋和蘇屋相隔一條山坑。
1898年，英國政府與清政府簽訂《展拓香港界址專條》，租借由九龍界限街以北，至深圳河以南土地99年。黃屋村自此成為英屬香港的一部份。在集體官契中，黃氏登記共16間村屋，其餘亦有陳、余、李氏居住。1911年，黃屋村有人口271人。1910年代末，連接荔枝角至深水埗的青山道於黃屋村村後落成，為村民帶來便利和繁榮。1930年代初，黃屋村因長沙灣現代化而清拆，原址建成新式唐樓群。